# Show and Tell
Show and Tell es el primer álbum en vivo de la banda canadiense The Birthday Massacre. Fue grabado en el Knust music club en Hamburgo, Alemania en el otoño de 2007, lanzado posteriormente durante la primavera de 2009. Una porción del DVD fue lanzada posteriormente en Europa (2009)  y en Norteamérica (2010).

## Lista de canciones
| N.º | Título                   | Duración |  |
| 1.  | «Before Dark (Intro)»    | 1:25     |  |
| 2.  | «Video Kid»              | 4:27     |  |
| 3.  | «Lovers End»             | 4:20     |  |
| 4.  | «Goodnight»              | 4:21     |  |
| 5.  | «Falling Down»           | 4:13     |  |
| 6.  | «Violet»                 | 3:38     |  |
| 7.  | «Red Stars»              | 3:49     |  |
| 8.  | «Looking Glass»          | 4:22     |  |
| 9.  | «Remember Me»            | 4:04     |  |
| 10. | «Unfamiliar»             | 3:26     |  |
| 11. | «Walking With Strangers» | 3:52     |  |
| 12. | «Weekend»                | 3:53     |  |
| 13. | «Horror Show»            | 4:07     |  |
| 14. | «Kill the Lights»        | 4:35     |  |
| 15. | «Blue»                   | 4:30     |  |
| 16. | «Happy Birthday»         | 4:13     |  |

## DVD
El DVD de Show and Tell fue lanzado el 2 de octubre de 2009 en Europa y el 9 de febrero de 2010 en Norteamérica. Este DVD es una presentación en vivo completa de la gira europea de la banda para promocionar su álbum Walking With Strangers en 2007. Fue filmado en Hamburgo, Alemania. Adicionalmente, el DVD contiene fotografías de la banda durante su presentación en el festival alemán M'era Luna en 2005 y 2006. 
Nota: La versión europea del contiene la presentación de ambos festivales M'era Luna, la versión norteamericana solo contiene la presentación del año 2005.

### Adicionales
| - 01. Hamburgo, Alemania (en vivo): Lista de canciones: 1. "Before Dark (Intro)" - 1:26 2. "Video Kid" - 4:28 3. "Lovers End" - 4:20 4. "Goodnight" - 4:21 5. "Falling Down" - 4:14 6. "Violet" - 3:39 7. "Red Stars" - 3:50 8. "Looking Glass" - 4:23 9. "Remember Me" - 4:05 10. "Unfamiliar" - 3:26 11. "Walking With Strangers" - 3:53 12. "Weekend" - 3:54 13. "Horror Show" - 4:07 14. "Kill the Lights" - 4:36 15. "Blue" - 4:31 16. "Happy Birthday" - 4:13 | Contenido extra : - 01. M'era Luna 2005 (live) - 02. M'era Luna 2006 (live) - 03. Picture Gallery - 04. Interview |

### Formato
- NTSC 4:3 y PAL 4:3
- DVD Regions 0 y 1

## Integrantes
- Chibi – Voz
- Rainbow – Guitarra, Voz
- Michael Falcore – Guitarra
- Owen – Teclados
- O.E. – Bajo, Voz
- Rhim – Batería